# 6e étape du Tour de France 2012
Pour un article plus général, voir Tour de France 2012.
La 6e étape du Tour de France 2012 s'est déroulée le vendredi 6 juillet 2012. Elle part d'Épernay et arrive à Metz.

## Parcours
Le départ est donné à Épernay, dans la Marne. Le Tour poursuit sa route vers l'est et passe par Châlons-en-Champagne puis entre dans la Meuse après environ 80 kilomètres de course. Le sprint intermédiaire du jour est disputé à Saint-Mihiel, au kilomètre 135,5. Le sommet de la côte de Buxières, classée en quatrième catégorie, se trouve dix kilomètres plus loin. L'arrivée est jugée à Metz, en Moselle, après 205 km de course. C'est la 41e fois que le Tour de France y fait étape. Metz est la cinquième ville-étape la plus visitée.

## Déroulement de la course
L'Américain David Zabriskie (Garmin-Sharp) s'échappe au km 5. Il est bientôt rejoint par l'Italien Davide Malacarne (Europcar), le Belge Romain Zingle (Cofidis) et le Hollandais Karsten Kroon (Saxo Bank-Tinkoff Bank). L'écart est maintenu autour de 4 minutes par l'équipe RadioShack-Nissan du maillot jaune Fabian Cancellara. Une chute au km 35 implique des leaders d'équipes comme Jean-Christophe Péraud (AG2R La Mondiale), Robert Gesink (Rabobank), Alejandro Valverde (Movistar) et Sandy Casar (FDJ-BigMat) ainsi que le vainqueur des deux étapes précédentes, André Greipel (Lotto-Belisol). Derrière les quatre échappés, Matthew Goss (Orica-GreenEDGE) remporte le sprint intermédiaire du peloton devant Mark Cavendish (Sky).
Le peloton revient doucement sur les échappés. À 25 kilomètres de l'arrivée, une grosse chute dans le peloton provoque 4 abandons : l'Américain Thomas Danielson (Garmin-Sharp), l'Italien Davide Viganò (Lampre-ISD), le Néerlandais Wout Poels (Vacansoleil-DCM) et l'Espagnol Mikel Astarloza (Euskaltel-Euskadi). Les leaders Fränk Schleck (RadioShack-Nissan), Janez Brajkovič (Astana), Robert Gesink, Michele Scarponi (Lampre-ISD), Pierre Rolland (Europcar), Alejandro Valverde (Movistar), Lieuwe Westra (Vacansoleil-DCM) et Ryder Hesjedal (Garmin-Sharp), le vainqueur du Tour d'Italie 2012, sont retardés et doivent chasser derrière le peloton. L'échappée est reprise à 3 km du but à l'exception de Zabriskie repris à 1 km. L'arrivée se joue au sprint, André Greipel est battu par le maillot vert Peter Sagan (Liquigas-Cannondale) resté dans sa roue avant de le dépasser dans les derniers mètres. C'est la troisième victoire d'étape de Sagan dans ce Tour 2012. Schleck, Brajkovič, Scarponi, Rolland et Valverde finissent à 2 min 9 s du vainqueur. Gesink finit à 3 min 31 s. Westra et Hesjedal, à plus de 13 minutes, perdent toute chance de remporter le Tour. Les deux favoris du Tour, Cadel Evans (BMC) et Bradley Wiggins (Sky), ayant échappé à la chute, finissent dans le groupe de tête à 4 secondes.

## Résultats

### Classement de l'étape
| Classement de la 6e étape | Classement de la 6e étape | Classement de la 6e étape | Classement de la 6e étape | Classement de la 6e étape |
|                           | Coureur                   | Pays                      | Équipe                    | Temps                     |
| ------------------------- | ------------------------- | ------------------------- | ------------------------- | ------------------------- |
| 1er                       | Peter Sagan               | Slovaquie                 | Liquigas-Cannondale       | en 4 h 37 min 0 s         |
| 2e                        | André Greipel             | Allemagne                 | Lotto-Belisol             | m.t                       |
| 3e                        | Matthew Goss              | Australie                 | Orica-GreenEDGE           | m.t                       |
| 4e                        | Kenny van Hummel          | Pays-Bas                  | Vacansoleil-DCM           | m.t                       |
| 5e                        | Juan José Haedo           | Argentine                 | Saxo Bank-Tinkoff Bank    | m.t                       |
| 6e                        | Gregory Henderson         | Nouvelle-Zélande          | Lotto-Belisol             | m.t                       |
| 7e                        | Alessandro Petacchi       | Italie                    | Lampre-ISD                | m.t                       |
| 8e                        | Luca Paolini              | Italie                    | Katusha                   | m.t                       |
| 9e                        | Daryl Impey               | Afrique du Sud            | Orica-GreenEDGE           | m.t                       |
| 10e                       | Brett Lancaster           | Australie                 | Orica-GreenEDGE           | + 4 s                     |
| modifier                  |                           |                           |                           |                           |

### Points attribués
| Sprint intermédiaire de Saint-Mihiel (km 135,5) | Sprint intermédiaire de Saint-Mihiel (km 135,5) | Sprint intermédiaire de Saint-Mihiel (km 135,5) | Sprint intermédiaire de Saint-Mihiel (km 135,5) | Sprint intermédiaire de Saint-Mihiel (km 135,5) |
| ----------------------------------------------- | ----------------------------------------------- | ----------------------------------------------- | ----------------------------------------------- | ----------------------------------------------- |
|                                                 | Coureur                                         | Pays                                            | Équipe                                          | Point(s)                                        |
| 1er                                             | Karsten Kroon                                   | Pays-Bas                                        | Saxo Bank-Tinkoff Bank                          | 20                                              |
| 2e                                              | David Zabriskie                                 | États-Unis                                      | Garmin-Sharp                                    | 17                                              |
| 3e                                              | Romain Zingle                                   | Belgique                                        | Cofidis                                         | 15                                              |
| 4e                                              | Davide Malacarne                                | Italie                                          | Europcar                                        | 13                                              |
| 5e                                              | Matthew Goss                                    | Australie                                       | Orica-GreenEDGE                                 | 11                                              |
| 6e                                              | Mark Cavendish                                  | Royaume-Uni                                     | Sky                                             | 10                                              |
| 7e                                              | Peter Sagan                                     | Slovaquie                                       | Liquigas-Cannondale                             | 9                                               |
| 8e                                              | Kris Boeckmans                                  | Belgique                                        | Vacansoleil-DCM                                 | 8                                               |
| 9e                                              | Edvald Boasson Hagen                            | Norvège                                         | Sky                                             | 7                                               |
| 10e                                             | Yauheni Hutarovich                              | Biélorussie                                     | FDJ-BigMat                                      | 6                                               |
| 11e                                             | Stuart O'Grady                                  | Australie                                       | Orica-GreenEDGE                                 | 5                                               |
| 12e                                             | Daryl Impey                                     | Afrique du Sud                                  | Orica-GreenEDGE                                 | 4                                               |
| 13e                                             | Yaroslav Popovych                               | Ukraine                                         | RadioShack-Nissan                               | 3                                               |
| 14e                                             | Michael Albasini                                | Suisse                                          | Orica-GreenEDGE                                 | 2                                               |
| 15e                                             | Lars Ytting Bak                                 | Danemark                                        | Lotto-Belisol                                   | 1                                               |
| modifier                                        |                                                 |                                                 |                                                 |                                                 |

| Classement de l'étape | Classement de l'étape | Classement de l'étape | Classement de l'étape  | Classement de l'étape |
| --------------------- | --------------------- | --------------------- | ---------------------- | --------------------- |
|                       | Coureur               | Pays                  | Équipe                 | Point(s)              |
| 1er                   | Peter Sagan           | Slovaquie             | Liquigas-Cannondale    | 45                    |
| 2e                    | André Greipel         | Allemagne             | Lotto-Belisol          | 35                    |
| 3e                    | Matthew Goss          | Australie             | Orica-GreenEDGE        | 30                    |
| 4e                    | Kenny van Hummel      | Pays-Bas              | Vacansoleil-DCM        | 26                    |
| 5e                    | Juan José Haedo       | Argentine             | Saxo Bank-Tinkoff Bank | 22                    |
| 6e                    | Gregory Henderson     | Nouvelle-Zélande      | Lotto-Belisol          | 20                    |
| 7e                    | Alessandro Petacchi   | Italie                | Lampre-ISD             | 18                    |
| 8e                    | Luca Paolini          | Italie                | Katusha                | 16                    |
| 9e                    | Daryl Impey           | Afrique du Sud        | Orica-GreenEDGE        | 14                    |
| 10e                   | Brett Lancaster       | Australie             | Orica-GreenEDGE        | 12                    |
| 11e                   | Sébastien Hinault     | France                | AG2R La Mondiale       | 10                    |
| 12e                   | Roy Curvers           | Pays-Bas              | Argos-Shimano          | 8                     |
| 13e                   | Julien Simon          | France                | Saur-Sojasun           | 6                     |
| 14e                   | Cadel Evans           | Australie             | BMC Racing             | 4                     |
| 15e                   | Bernhard Eisel        | Autriche              | Sky                    | 2                     |
| modifier              |                       |                       |                        |                       |

### Cols et côtes
| \| Côte de Buxières (km 145) 4e catégorie \| Côte de Buxières (km 145) 4e catégorie \| Côte de Buxières (km 145) 4e catégorie \| Côte de Buxières (km 145) 4e catégorie \| Côte de Buxières (km 145) 4e catégorie \| \| -------------------------------------- \| -------------------------------------- \| -------------------------------------- \| -------------------------------------- \| -------------------------------------- \| \| \| Coureur \| Pays \| Équipe \| Point(s) \| \| 1er \| David Zabriskie \| États-Unis \| Garmin-Sharp \| 1 \| \| modifier \| \| \| \| \| |                 |            |              |          |
| Côte de Buxières (km 145) 4e catégorie |                 |            |              |          |
| | Coureur         | Pays       | Équipe       | Point(s) |
| 1er | David Zabriskie | États-Unis | Garmin-Sharp | 1        |
| modifier |                 |            |              |          |

## Classements à l'issue de l'étape

### Classement général
| Classement général | Classement général | Classement général | Classement général      | Classement général  |
|                    | Coureur            | Pays               | Équipe                  | Temps               |
| ------------------ | ------------------ | ------------------ | ----------------------- | ------------------- |
| 1er                | Fabian Cancellara  | Suisse             | RadioShack-Nissan       | en 29 h 22 min 36 s |
| 2e                 | Bradley Wiggins    | Royaume-Uni        | Sky                     | + 7 s               |
| 3e                 | Sylvain Chavanel   | France             | Omega Pharma-Quick Step | + 7 s               |
| 4e                 | Tejay van Garderen | États-Unis         | BMC Racing              | + 10 s              |
| 5e                 | Denis Menchov      | Russie             | Katusha                 | + 13 s              |
| 6e                 | Cadel Evans        | Australie          | BMC Racing              | + 17 s              |
| 7e                 | Vincenzo Nibali    | Italie             | Liquigas-Cannondale     | + 18 s              |
| 8e                 | Peter Sagan        | Slovaquie          | Liquigas-Cannondale     | + 19 s              |
| 9e                 | Andreas Klöden     | Allemagne          | RadioShack-Nissan       | + 19 s              |
| 10e                | Maxime Monfort     | Belgique           | RadioShack-Nissan       | + 22 s              |
| modifier           |                    |                    |                         |                     |

### Classement par points
| Classement par points | Classement par points | Classement par points | Classement par points | Classement par points |
| --------------------- | --------------------- | --------------------- | --------------------- | --------------------- |
|                       | Coureur               | Pays                  | Équipe                | Point(s)              |
| 1er                   | Peter Sagan           | Slovaquie             | Liquigas-Cannondale   | 209 points            |
| 2e                    | Matthew Goss          | Australie             | Orica-GreenEDGE       | 178 pts               |
| 3e                    | André Greipel         | Allemagne             | Lotto-Belisol         | 167 pts               |
| modifier              |                       |                       |                       |                       |

### Classement du meilleur grimpeur
| Classement du meilleur grimpeur | Classement du meilleur grimpeur | Classement du meilleur grimpeur | Classement du meilleur grimpeur | Classement du meilleur grimpeur |
| ------------------------------- | ------------------------------- | ------------------------------- | ------------------------------- | ------------------------------- |
|                                 | Coureur                         | Pays                            | Équipe                          | Point(s)                        |
| 1er                             | Michael Mørkøv                  | Danemark                        | Saxo Bank-Tinkoff Bank          | 9 points                        |
| 2e                              | Ivan Basso                      | Italie                          | Liquigas-Cannondale             | 2 pts                           |
| 3e                              | Peter Sagan                     | Slovaquie                       | Liquigas-Cannondale             | 2 pts                           |
| modifier                        |                                 |                                 |                                 |                                 |

### Classement du meilleur jeune
| Classement général du meilleur jeune | Classement général du meilleur jeune | Classement général du meilleur jeune | Classement général du meilleur jeune | Classement général du meilleur jeune |
|                                      | Coureur                              | Pays                                 | Équipe                               | Temps                                |
| ------------------------------------ | ------------------------------------ | ------------------------------------ | ------------------------------------ | ------------------------------------ |
| 1er                                  | Tejay van Garderen                   | États-Unis                           | BMC Racing                           | en 29 h 22 min 46 s                  |
| 2e                                   | Peter Sagan                          | Slovaquie                            | Liquigas-Cannondale                  | + 9 s                                |
| 3e                                   | Rein Taaramäe                        | Estonie                              | Cofidis                              | + 12 s                               |
| modifier                             |                                      |                                      |                                      |                                      |

### Classement par équipes
| Classement par équipes | Classement par équipes | Classement par équipes | Classement par équipes |
|                        | Équipe                 | Pays                   | Temps                  |
| ---------------------- | ---------------------- | ---------------------- | ---------------------- |
| 1re                    | Sky                    | Royaume-Uni            | en 88 h 8 min 22 s     |
| 2e                     | RadioShack-Nissan      | Luxembourg             | + 4 s                  |
| 3e                     | BMC Racing             | États-Unis             | + 6 s                  |
| modifier               |                        |                        |                        |

## Abandons
À la suite d'une chute survenue au kilomètre 181, les coureurs suivants ont dû abandonner :
- Mikel Astarloza (Euskaltel-Euskadi)
- Thomas Danielson (Garmin-Sharp)
- Wout Poels (Vacansoleil-DCM)
- Davide Viganò (Lampre-ISD)

À la suite des chutes durant cette étape, le lendemain, huit coureurs ne sont pas repartis.